# Beto Studart
Jorge Alberto Vieira Studart Gomes (Fortaleza, 06 de maio de 1946), mais conhecido como Beto Studart, é um empresário e advogado cearense. Foi eleito presidente da Federação das Indústrias do Estado do Ceará (Fiec) e assumiu o cargo em setembro de 2014 para um mandato único de cinco anos. Foi vice-presidente da instituição no mandato 2010-2014, cargo também ocupado entre 1999 e 2002. Ocupada o cargo de vice-presidente da Confederação Nacional da Indústria (CNI)(2018-2022).

## Biografia
Beto Studart iniciou sua carreira na empresa de sua família Agripec logo após se formar em Administração pela UECE.
Após a venda da Agripec em 2007 para a australiana Nufarm, ingressou em outras áreas, como a construção civil BSPAR e a criação de um coração artificial com a empresa Studheart. Em 2008, fundou a BSPAR Incorporações.
Ele é membro benemérito da Academia Cearense de Literatura e Jornalismo e já recebeu diversos prêmios dentre eles e a Ordem do Mérito Industrial.
Em 2006, foi candidato a vice-governador do Ceará na Coligação "Pra Frente Ceará" formada pelo PTB, PTN, PSC, PPS, PFL, PAN, PTC, PSDB e que lançava Lúcio Alcântara para a reeleição ao governo do estado pelo PSDB e apoiava Moroni Torgan pelo PFL para o Senado Federal.

## Distinções
- Em 2011, foi agraciado com a Ordem do Mérito Industrial, entregue pela FIEC.
- Em 2018, recebeu o Troféu Sereia de Ouro do Grupo Edson Queiroz, entregue pelo Sistema Verdes Mares.[5]
- Em 2023, recebe o título de Doutor Honoris Causa da UFC.[6]